# (1673) van Houten
(1673) van Houten ist ein Asteroid des Hauptgürtels, der am 11. Oktober 1937 von dem deutschen Astronomen Karl Wilhelm Reinmuth an der Landessternwarte Heidelberg-Königstuhl der Universität Heidelberg entdeckt wurde.
Der Asteroid ist nach dem niederländischen Astronomen Cornelis Johannes van Houten benannt.